# Équipe de Chypre féminine de football
Cet article traite de l'équipe féminine. Pour l'équipe masculine, voir Équipe de Chypre de football.
Maillots
L'équipe de Chypre féminine de football est l'équipe nationale qui représente Chypre dans les compétitions internationales de football féminin. Elle est gérée par la Fédération chypriote de football.
Chypre joue son premier match officiel le 25 avril 2002 à domicile (Paralímni) contre la Grèce (défaite 4-2). Les Chypriotes n'ont jamais participé à une phase finale de compétition majeure de football féminin, que ce soit le Championnat d'Europe féminin de football, la Coupe du monde ou les Jeux olympiques.
Le 8 avril 2014, un peu moins de 12 ans après sa création, l'équipe chypriote gagne son premier match face au Luxembourg avec un score de 4 à 0.

## Classement FIFA
| Année              | 2003 | 2004 | 2005 | 2006 | 2007 | 2008 | 2009 | 2010 | 2011 | 2012 | 2013 | 2014 | 2015 | 2016 | 2017 | 2018 | 2019 | 2020 | 2021 | 2022 | 2023 | 2024 |
| ------------------ | ---- | ---- | ---- | ---- | ---- | ---- | ---- | ---- | ---- | ---- | ---- | ---- | ---- | ---- | ---- | ---- | ---- | ---- | ---- | ---- | ---- | ---- |
| Classement mondial | 109  | 116  | 115  | 116  |      |      | 92   | 128  | 136  | 131  | 97   | 110  | 115  | 106  | 93   | 153  | 117  | 113  | 124  | 125  | 120  | 133  |

## Sélectionneurs
- ? :  Jovanna Hartoupallou
- ? :  Aggelos Tsolakis